# Rio Cervo
Rio Cervo är ett vattendrag i Brasilien.   Det ligger i delstaten Minas Gerais, i den sydöstra delen av landet, 700 km söder om huvudstaden Brasília.
Omgivningarna runt Rio Cervo är huvudsakligen savann. Runt Rio Cervo är det ganska glesbefolkat, med 27 invånare per kvadratkilometer.